# 消えた巨人軍
『消えた巨人軍』（きえたジャイアンツ）は、西村京太郎が1976年に著した推理小説。
単行本は徳間書店から刊行された。

## あらすじ
1976年のセ・リーグペナントレース終盤、前年に球団初の最下位となった長嶋茂雄監督率いる読売ジャイアンツ（巨人軍）と、吉田義男監督率いる阪神タイガースは僅差で優勝争いを繰り広げていた。
甲子園での阪神3連戦の前の移動日、球団職員に送られ、巨人ナインは新幹線「ひかり」号に乗って東京駅を発った。翌朝、球団職員は普段巨人軍が宿泊している旅館から、まだ巨人選手団が宿泊していないことを電話で知らされる。確かに前日選手は出発したはず。一体どこへ?
球団事務所は警察に極秘裏に捜査を頼むと同時に、職員の既知だった私立探偵・左文字進にも捜査を依頼する。左文字もまた、球団秘書とともに捜査を極秘裏に進めていくが、時間がない。巨人・阪神3連戦の第1戦の開始まで、後数時間しか残されていないのだ……。

## 設定・テーマ
西村が誘拐事件を題材にしていた頃の作品であり、1976年の日本プロ野球のペナントレースを舞台にした小説である。実在の人物たちが集団ごと誘拐されるという点で極めて珍しく、かつ画期的であった作品。1978年には日本テレビでドラマ化もされた。
上記のとおり、誘拐される巨人軍選手は全て実在である。
当時の主な選手は、
- 王貞治
- 張本勲
  - 「いざとなったらバットで犯人たちをぶんなぐってやるつもりでしたよ」という台詞あり。当時知られていた張本のイメージに合った台詞である。
- 高田繁
- 柴田勲
- 土井正三
- デーブ・ジョンソン
- 末次利光
- 吉田孝司
- 小林繁
- 堀内恒夫
- 加藤初
- 新浦寿夫
- クライド・ライト
- 山本功児
- 柳田真宏

なお、表紙には長嶋茂雄と新幹線(0系)が描かれている。
この作品では、将来が有望というだけで、活躍が保証されていないにもかかわらず、あまりに高額な契約金を払うプロ野球に対する疑問も投げかけられている。

## テレビドラマ
1978年9月1日から9月29日にかけて日本テレビ系列の『金曜劇場』枠で放送され、放送回数は全5回。DVDは2009年12月11日に発売された。

### キャスト
左文字進
演 - 藤岡弘
原作ではアメリカ帰りのハーフの探偵であるが、本作では矢部警部の部下である日本人の刑事に変更されている。巨人軍はあまり好きではなく、その点に関して矢部警部から注意を受ける場面がある。ただし、野球に関しては上司である矢部と張り合う程度の造詣はある。史子と共に大阪方面に新婚旅行に向かう際、甲子園に向かう巨人軍の選手・コーチ・監督らと同じ列車に偶然乗り合わせていた。矢部警部からの連絡を受け、新婚旅行を切り上げて捜査を開始する。
左文字史子
演 - 水沢アキ
原作では読売巨人軍の会長の秘書となっているが、本作では矢部警部の次女の大学生で、左文字の結婚相手である。ただし、原作と変わらず夫の秘書のような存在となる（原作の秘書は半ば強制的にコンビを組まされるが、本作の史子は捜査への参加に非常に積極的で、夫からは「捜査に関わるのは危険を伴うからやめてくれ」とたびたび注意を受けている）。また、父親や夫とは反対に野球知識に疎く、王貞治の顔を知らないうえに「ホームランを打てば試合に勝利する」と発言している。
矢部精三
演 - 大坂志郎
上記の2人とは違い、原作とほとんど同じ設定である。左文字刑事の直属の上司。筋金入りの巨人ファンで、時間があれば孫（史子の甥）の恒（ひさし）とキャッチボールに興じる。さらに、長嶋茂雄の引退セレモニーをテープで収めたいという理由だけで、当時は高価だったビデオデッキ（録画可能）を購入して家族をあきれさせている。巨人軍が団体で拉致される直前、甲子園に向かう選手たちが列車に乗りこむところに遭遇し、選手を覗き込んでいたところ、たまたま取材中だった馴染みの新聞記者から球団職員の張江を紹介されて名刺交換をしたことが事件の捜査に協力するきっかけとなった。
長谷川球団代表（原作では青木代表）
演 - 岡田英次
巨人軍が拉致された翌朝、実行犯から電話で身代金を要求される。
張江広報課長（原作では田島広報課長）
演 - 山田吾一
脅迫電話を受けた長谷川が真っ先に連絡を取った人物。事件発生直前に矢部警部と偶然知り合っていたことから、内密に捜査してもらうよう提案し要請する。
井沢記者
演 - 大和田伸也
東西スポーツ新聞の記者。巨人軍が阪神との試合中止を申し込んだことで、「事件があったのではないか?」としつこく読売巨人軍に取材を申し込む。ちなみに矢部とは旧知の仲であり、巨人ファンの矢部とたびたび情報交換する（ただし、巨人が勝利した翌日だけであるが）。
矢部香苗
演 - 赤座美代子
精三の娘（長女）で史子の姉。結婚したものの失敗し、現在はひとり息子・恒とともに父親の家に転がり込んで家事の一切を取り仕切っている。
矢部恒
演 - 森川誠
香苗の息子（史子の甥）。精三と同様に大の巨人ファンである。
入江高具
演 - 西村晃
事件の首謀者の老人。
生田敬四郎
演 - 平泉征
事件の実行犯のひとり。元社会人野球選手。現在は生活コンサルタントという謎の仕事をしている。
片平康雄
演 - 本郷直樹
事件の実行犯のひとり。入江の親類。元俳優。
権藤昇
演 - 辻萬長
事件の共犯者。元クレー射撃選手。
菊池昌也
演 - 大谷朗
事件の共犯者。元高校野球選手・プロ野球選手。
前島五郎
演 - 多宮健二
事件の共犯者。
その他
- 小川刑事（警視庁）：風間杜夫
- 中西刑事（警視庁）：大木正司
- 捜査一課長（警視庁）：新井和夫
- 峯岸捜査一課長（大阪府警）：勝部演之
- 宮本刑事（大阪府警）：井上博一
- 小島刑事（千葉県警）：牧田正嗣
- 中沢刑事（警視庁池袋署）：小林稔侍
- 新中央署刑事：相馬剛三
- 権藤を逮捕する刑事（警視庁）：亀山達也
- 土井克郎（生田の知人）：中田博久
- 銀行支店長：佐原健二
- 新幹線専務車掌：塚本信夫
- 鉄道公安官：江角英明
- 牧野美代子（新幹線の女性客）：川崎あかね
- アパートの住人：絵沢萠子
- カーフェリーの客：藤山律子、此島愛子
- 長谷川代表の妻：松風はる美
- 芦屋の旅館支配人：須藤健
- 三上（甲子園球場課長）：池田鴻
- マンション管理人：梅津栄
- レンタカー営業所員：滝沢双
- 不動産店主人：高桐真
- 喫茶店マスター：池田駿介
- 鉄工所の工員：団巌
- タクシー運転手（岐阜羽島駅）：高月忠
- タクシー運転手（大阪市内）：三角八郎
- 大衆食堂の主人夫婦：西川敬三郎、岸井あや子
- 助役（東京駅）：河合絃司
- 新幹線車掌：五野上力、山浦栄
- 駅長（岐阜羽島駅）：入江正徳
- 駅員（岐阜羽島駅）：きくち英一
- 売店女店員（岐阜羽島駅）：和田瑞穂
- 巨人球団職員：木村修、小林伊津子
- ナレーション：日高晤郎

※巨人の選手については、実際の記録映像が使用されている。

### スタッフ
- 制作：小坂敬（NTV）
- プロデューサー：大久保豊（NTV）、福湯通夫（東映）、武居勝彦（東映）（*クレジットでは、小沢啓一郎）
- 脚本：松木ひろし
- 音楽：市川秀男
- 撮影：中島芳男
- 照明：鈴木勝政
- 録音：岩田広一
- 美術：藤田博
- 編集：菅野順吉
- 記録：高津省子
- 効果：原田千昭
- 選曲：新井明美　（*クレジットでは、山本逸美）
- 撮影助手：大沢信吾
- 現像：東映化学
- 装置：脇田紀三郎
- 装飾：高橋三雄
- 衣裳：東京衣裳
- 衣裳協力：サンリット産業、銀座ふそう
- 美粧：入江美粧
- 助監督：高橋正治
- 製作主任：隈部文康
- 製作担当：大山勝利
- 技斗：岡田勝（大野剣友会）
- 協力：東京読売巨人軍、株式会社玉澤、明治記念館
- 監督：野田幸男
- 製作：東映

### CS放送
- AXNミステリー：2020年5月（次回予告なし）
- 東映チャンネル：2024年6月[1]（次回予告あり）

### ネット配信
- 東映シアターオンライン（YouTube）：2022年11月16日から12月21日まで毎週水曜21:00に各話1話ずつが1週間限定（第1話のみ12月28日20:59まで）で配信された。

| 日本テレビ系 金曜劇場      | 日本テレビ系 金曜劇場 | 日本テレビ系 金曜劇場 |
| 前番組                     | 番組名                | 次番組                |
| -------------------------- | --------------------- | --------------------- |
| 犬笛・娘よ、生命の笛を吹け | 消えた巨人軍          | 熱中時代              |

## 関連作品
- 消えたなでしこ - 同じ西村京太郎によるなでしこジャパンの誘拐事件を描いた作品。十津川警部シリーズの一編。